# Nocturnal Animals
Pour plus de détails, voir Fiche technique et Distribution.
Nocturnal Animals, ou Animaux nocturnes au Québec, est un thriller américain réalisé par Tom Ford et sorti en 2016. Il s'agit de l'adaptation du roman Tony and Susan d'Austin Wright.
Le film met en vedette Amy Adams et Jake Gyllenhaal dans les rôles principaux, ainsi que Michael Shannon, Aaron Taylor-Johnson et Armie Hammer dans les autres rôles notables.
Le film suit Susan Morrow, la quarantaine, qui travaille sans passion dans un milieu artistique à l'originalité convenue. Son époux Hutton Morrow s'éloigne d'elle pour plonger dans le lit d'autres femmes. Tandis que Susan se désespère, elle reçoit un livre de son ex-mari, Edward Sheffield, qu'elle n'a pas revu depuis des années, intitulé : Nocturnal Animals, qu'il lui dédie. Sa lecture effrénée la plonge dans une tourmente de sentiments très vifs qui réveillent ses souvenirs de jeunesse tandis qu'elle découvre l'histoire de Tony, de sa femme Laura et de leur fille India, agressés en pleine nuit par une bande de voyous sadiques. Lentement, inexorablement, Susan fait le lien entre le personnage fictif et l'homme qu'elle a aimé par le passé…

## Synopsis
Propriétaire d'une galerie d'art prestigieuse à Los Angeles, Susan Morrow mène une vie professionnelle de haute volée mais sans passion, tandis que son mari Hutton, homme d'affaires, la trompe avec d'autres femmes. Un jour, elle reçoit le manuscrit d'un roman écrit par son ex-mari Edward Sheffield accompagné d'une invitation lors d'une prochaine visite de ce dernier à Los Angeles. Susan commence la lecture du roman intitulé Animaux nocturnes (Nocturnal Animals dans la version originale) qu'il lui a dédié, en nommant le livre d'après un surnom qu'il lui avait donné. Le livre débute quand le personnage principal, Tony Hastings, part sur la route en voiture en vacances avec son épouse Laura et leur fille India. Le soir venu, ils sont contraints de s'arrêter sur une route de l'ouest du Texas par un groupe de trois voyous locaux, menés par Ray Marcus, lesquels ont provoqué un accrochage. Après un échange animé entre les Hastings et Marcus, ce dernier et ses amis emmènent de force Laura et India dans la voiture familiale, face à l'impuissance de Tony. Ce dernier doit accompagner Lou, l'un des deux amis de Marcus, jusqu'à un endroit perdu dans le désert, où il est brutalement abandonné. Peu de temps après, Lou et Ray tentent de le retrouver, mais Tony reste dissimulé, puis parvient à se rendre dans une ferme des environs afin d'appeler la police.
Choquée par le contenu sombre et l'émotion brute du roman, Susan se remémore sa rencontre avec Edward et son mariage avec ce dernier, union à laquelle était opposée la mère de Susan, Anne Sutton, affirmant qu'Edward n'était pas digne de l'affection de Susan et que, à cause de sa vision romantique du monde, il manquait de volonté et de réels objectifs. Susan, découvrant l'infidélité d'Hutton, continue la lecture du roman.
Le récit reprend quand l'inspecteur de police Bobby Andes est chargé d'enquêter sur l'enlèvement de Laura et India et demande à Tony de l'aider ; les corps sans vie de ces dernières, qui ont été violées et assassinées, sont retrouvés dans un endroit perdu proche d'une maison abandonnée. Ce terrible constat donne à Tony un sentiment de culpabilité. Un an plus tard, Andes reprend contact avec lui pour identifier Lou, accusé de complicité de meurtre sur Laura et India. Alors que le troisième de la bande de Marcus a été abattu, Ray est également arrêté par Andes. Cependant, celui-ci est libéré, pour absence de preuves circonstancielles de son implication, par un magistrat peu enclin à approfondir l'enquête. S'étant lié d'amitié avec Tony, Andes - atteint d'un cancer du poumon en phase terminale - décide de prendre les choses en main, fait à nouveau arrêter Ray et le kidnappe avec l'aide de Tony. Ils l'emmènent dans la cabane d'Andes, où Lou est aussi amené de force. Après avoir subi un interrogatoire, pendant lequel Andes remet une de ses armes à Tony, Lou tente de s'échapper mais il est abattu par Andes, tandis que Ray parvient à s'éloigner dans la nuit. Andes et Tony se séparent pour le retrouver. Tony se rend dans la cabane où sa femme et sa fille ont été violées et tuées. Il y surprend Ray endormi. Il le tue de plusieurs balles après que ce dernier a avoué les faits tout en le traitant de faible. Mais avant de mourir, Ray frappe Tony à la tête avec une tige en métal. Le lendemain, Tony se réveille, la tête ensanglantée, aveugle, sort de la maison, avant de s'effondrer puis de se donner le coup de grâce.
Parallèlement à la lecture, Susan se remémore son mariage avec Edward et les tensions dans le couple qui découlèrent de la frustration d'Edward concernant ses aspirations littéraires et poussèrent Susan à le tromper avec Hutton. Edward a décidé de couper les liens avec Susan après avoir découvert qu'elle avait avorté de leur enfant. Pensant que le roman exprime la douleur qu'Edward a pu ressentir lors de leur séparation et regrettant la séparation qu'elle avait imposée, Susan s'arrange pour provoquer une nouvelle rencontre en lui donnant un rendez-vous dans un restaurant. Susan arrive la première. Elle commande un apéritif en guettant la porte par laquelle Edward doit arriver. Elle boit plusieurs verres, mais Edward ne vient pas. Le film se termine sur un gros plan des yeux de Susan, au bord des larmes.

## Fiche technique
- Titre original : Nocturnal Animals
- Réalisation : Tom Ford
- Scénario : Tom Ford, d'après le roman Tony and Susan d'Austin Wright
- Photographie : Seamus McGarvey
- Montage : Joan Sobel
- Musique : Abel Korzeniowski
- Direction artistique : Christopher Brown
- Décors : Shane Valentino, décors de plateau par Meg Everist
- Costumes : Arianne Phillips
- Casting : Francine Maisler
- Production : Tom Ford et Robert Salerno
  - Co-production : Diane L. Sabatini
  - Production exécutive : Mark Harris[Lequel ?]
  - Production associée : Alexandra Nourafchan
- Sociétés de production : Artina Films, Fade to Black Productions, Focus Features et Universal Pictures
- Sociétés de distribution : Focus Features (États-Unis); Universal Pictures (France)
- Pays d'origine :  États-Unis
- Langue originale : anglais
- Genre : drame, thriller
- Budget : 22,5 millions de $[1]
- Format : couleur — 35 mm — 2,35:1 — son Dolby Digital
- Pellicule : couleur
- Durée : 116 minutes
- Dates de sortie :
  - Royaume-Uni : 4 novembre 2016 (première mondiale)
  - États-Unis : 23 novembre 2016 (sortie limitée) ; 9 décembre 2016 (sortie nationale)
  - France : 4 janvier 2017[2]
- Classification : 
  - R (Restricted) aux États-Unis (en raison de la violence, de la nudité et du langage)[3]
  - Tous publics avec avertissement en France (en raison de la violence de certaines scènes susceptible de heurter la sensibilité du public)[4]

## Distribution
Sauf indication contraire, les informations mentionnées dans cette section peuvent être confirmées par la base de données cinématographiques IMDb,  présente dans la section « Liens externes ».
- Amy Adams (VF : Marlène Goulard ; VQ : Viviane Pacal) : Susan Morrow
- Jake Gyllenhaal (VF : Rémi Bichet ; VQ : Martin Watier) : Tony Hastings / Edward Sheffield
- Michael Shannon (VF : Jean-Michel Fête ; VQ : Louis-Philippe Dandenault) : l'inspecteur Bobby Andes
- Aaron Taylor-Johnson (VF : Hugo Becker ; VQ : Xavier Dolan) : Ray Marcus
- Isla Fisher (VF : Lisa Martino ; VQ : Véronique Marchand) : Laura Hastings
- Ellie Bamber (VQ : Ludivine Reding) : India Hastings
- Armie Hammer (VF : Valentin Merlet ; VQ : Alexandre Fortin) : Hutton Morrow
- Karl Glusman (VF : Sandor Funtek ; VQ : Maël Davan-Soulas) : Lou
- Laura Linney (VF : Sylvia Bergé ; VQ : Lisette Dufour) : Anne Sutton
- Andrea Riseborough (VF : Maëlia Gentil) : Alessia
- Michael Sheen (VF : Bernard Gabay ; VQ : Jacques Lavallée) : Carlos
- India Menuez (VQ : Catherine Hamann) : Samantha Morrow
- Robert Aramayo : Turk
- Imogen Waterhouse : Chloe
- Franco Vega : Conducteur
- Zawe Ashton : Alex
- Evie Pree et Beth Ditto : voix féminines à la télé
- Graham Beckel (VF : Hervé Furic ; VQ : Marc Bellier) : Lieutenant Graves
- Neil Jackson (VQ : Benoît Éthier) : Christopher
- Jena Malone (VF : Mélodie Orru ; VQ : Manon Arsenault) : Sage Ross
- Lee Benton : Chef de bureau
- Kristin Bauer van Straten : Samantha Van Helsing
- Sydney Schafer : Hôtesse
- Evan Bittencourt : Liftier
- Janet Song : Infirmière
- Michele Dunn, Lori Jean Wilson, Peggy Richardson et Piper Major : Femmes filmées

Source et légende : version française (VF) sur le DVD Zone 2

## Sortie et accueil

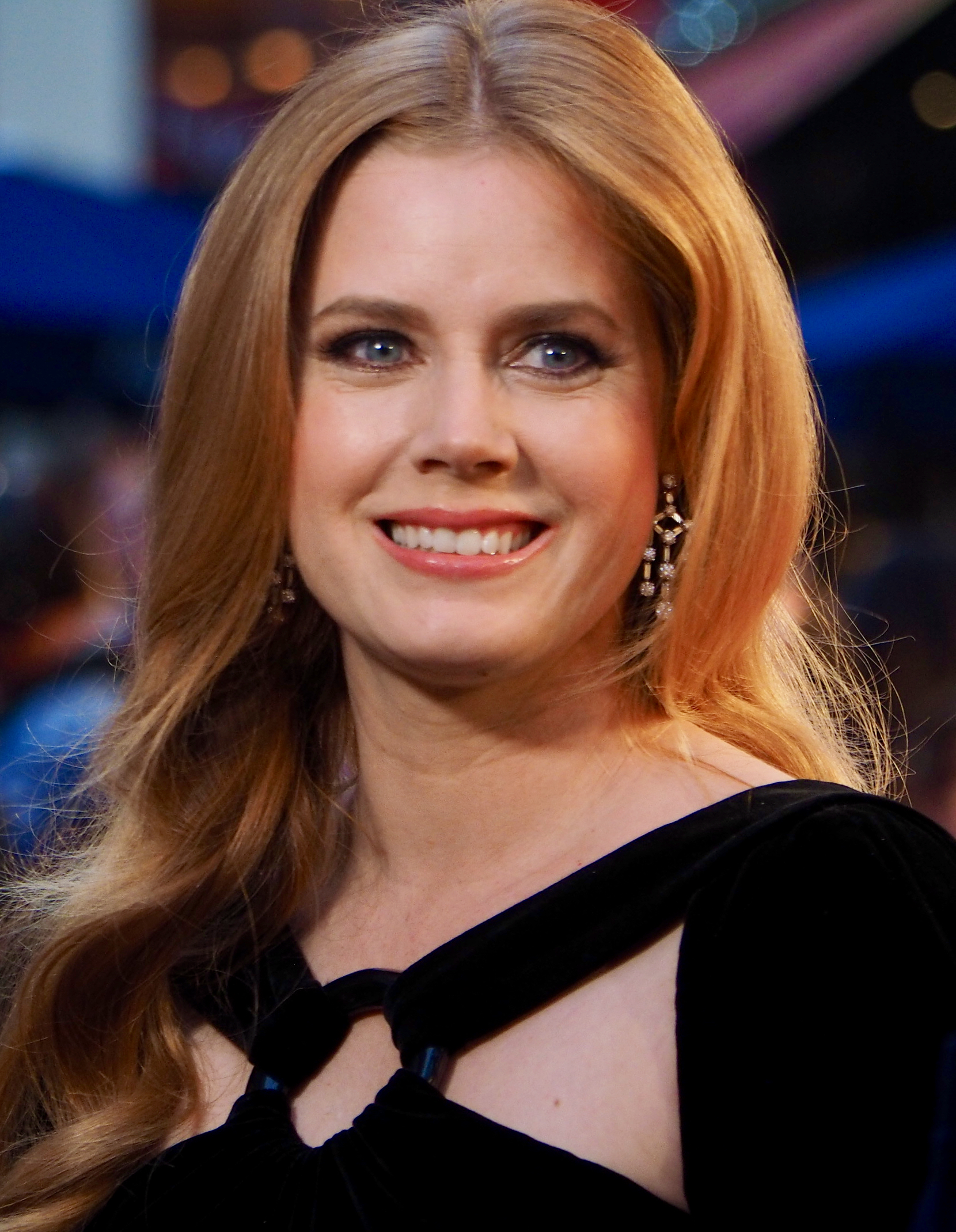
Amy Adams à la première anglaise de "Nocturnal Animals".

### Accueil critique
Nocturnal Animals reçoit des critiques élogieuses après sa présentation au Festival de Venise, dont les performances de Gyllenhaal, Adams, Shannon, Taylor-Johnson et Linney ont été encensées. Sur le site Rotten Tomatoes, le film obtient 73 % d'avis favorables, sur la base de 233 critiques et une moyenne de 7⁄10, tandis que le site Metacritic lui attribue un score de 67⁄100, sur la base de 45 critiques et la mention « critiques généralement favorables ». Rotten Tomatoes note dans son consensus que le film, « bien interprété et séduisant à regarder », met davantage en évidence « la compétence visuelle et l'aspect visuel distinctif du scénariste-réalisateur Tom Ford ».
Lors de sa sortie en salles en France, le long-métrage obtient un accueil critique mitigé, puisqu'il obtient une moyenne de 2,9⁄5, pour 34 critiques collectées.

### Box-office
| Pays ou région    | Box-office        | Date d'arrêt du box-office | Nombre de semaines |
| ----------------- | ----------------- | -------------------------- | ------------------ |
| États-Unis Canada | 10 663 357 $,     | 26 janvier 2017            | 10                 |
| France            | 236 059 entrées , | 7 mars 2017                | 9                  |
| Mondial           | 32 398 726 $      | 29 décembre 2017           | -                  |

Nocturnal Animals sort aux États-Unis en sortie limitée en démarrant à la dix-huitième place du box-office 492 648 $ engrangées sur 37 salles, faisant mieux que le précédent long-métrage de Tom Ford, A Single Man, qui avait généré 217 332 $ mais en étant diffusé dans moins de salles à la même période. Par la suite, le film connaît une large distribution en salles en quatrième semaine dans 1 262 salles et prend la huitième place du box-office avec 3 161 381 $, portant le total à 6 187 509 $ depuis sa sortie. Il atteint le cap des 10 millions $ de recettes après près de sept semaines à l'affiche. Finalement malgré le succès critique, Nocturnal Animals ne parvient qu'à engranger 10,7 millions $ en fin d'exploitation.
En France, le film démarre en sixième position du box-office avec 124 137 entrées pour sa première semaine d'exploitation, alors même qu'un autre film avec Amy Adams, Premier Contact, figure dans le top 20 hebdomadaire. Il s'agit de la première fois que l'actrice a deux films à l'affiche figurant dans le top 20 sur le territoire français alors que ce cas s'est déroulé à plusieurs reprises au box-office américain notamment pour les deux films.
En Europe, il totalise 407 584 entrées au Royaume-Uni, 330 271 entrées en Italie et 176 580 entrées en Allemagne,.

## Distinctions

### Récompenses
- Mostra de Venise 2016 : Lion d'argent - Grand prix du jury
- Golden Globes 2017 : Golden Globe du meilleur acteur dans un second rôle pour Aaron Taylor-Johnson
- David di Donatello 2017 : Meilleur film étranger
- Festival Polar de Cognac 2017 : « POLAR » 2017 du Meilleur Film Long Métrage International de Cinéma

### Nominations
- Critics' Choice Awards 2017 :
  - Meilleur acteur dans un second rôle pour Michael Shannon
  - Meilleur scénario adapté pour Tom Ford
  - Meilleure photographie pour Seamus McGarvey
- Satellite Awards 2017 :
  - Meilleur réalisateur pour Tom Ford
  - Meilleur film
  - Meilleure actrice dans un film pour Amy Adams
  - Special Achievement Award Recpients – Auteur Award pour Tom Ford
- Oscars 2017 : Meilleur acteur dans un second rôle pour Michael Shannon
- 70e cérémonie des British Academy Film Awards :
  - Meilleur réalisateur pour Tom Ford
  - Meilleur acteur pour Jake Gyllenhaal
  - Meilleur acteur dans un second rôle pour Aaron Taylor-Johnson
  - Meilleur scénario adapté pour Tom Ford
  - Meilleurs décors pour Shane Valentino et Meg Everist
  - Meilleurs maquillages et coiffures pour Donald Mowat et Yolanda Toussieng
  - Meilleure photographie pour Seamus McGarvey
  - Meilleur montage pour Joan Sobel
  - Meilleure musique originale pour Abel Korzeniowski

## Différences avec le livre et analyse
Le film comme le livre, présente une mise-en-abyme (une histoire dans une histoire) mais de nombreuses différences sont à noter.
Le film, contrairement au livre, se veut plus moderne et contemporain. En effet dans le livre les nouvelles technologies telles que les téléphones portables et les ordinateurs ne sont pas mentionnées (par exemple la fille de Tony, Hélène n'a pas de téléphone portable dans la voiture, et n'essaie pas d'appeler les secours après l'accident). Le livre étant publié pour la première fois en 1993, il paraît tout à fait logique que cette modernité soit voulue par le réalisateur pour se rapprocher de notre époque.
Il en est de même pour les professions des protagonistes. Dans le film Susan est propriétaire d'une galerie d'art moderne à Los-Angeles, cela accentue ce côté bourgeois qu'elle tentait de rejeter lorsqu'elle était jeune et avec Edward. Cependant dans le livre Susan est principalement mère au foyer et donne parfois des cours aux premières années à l'université, conséquence des décisions qu'elle a prises avec Edward pour qu'il puisse écrire. Cela accentue le côté tragique et la fatalité des décisions que l'on peut prendre dans une vie, ce que Susan va remettre en question tout au long du livre, notamment avec son second mariage.
Mais dans le film la mère de Susan s'est opposée à ce premier mariage justifiant qu'un jour Susan sera comme elle et se complaira dans la bourgeoisie (ce qu'Edward ne pourrait pas lui offrir). Cette opposition et cette vérité justifient très certainement une partie du divorce, cependant dans le livre la mère de Susan a toujours supporté cette union et demande à sa fille de lui laisser une seconde chance. La véritable raison du divorce reste floue bien que causée par l'incapacité d'Edward a produire une œuvre et la dépression qui s'ensuit. Par conséquent dans le film Susan remet plutôt en cause les influences extérieures qu'elle a subies plutôt que ses propres choix et ses sacrifies comme dans le livre.
Une autre modification qui se veut plus moderne, concerne son second époux, Arnold dont le nom a été changé dans le film. Dans le livre Arnold est un chirurgien réputé qu'elle a rencontré après l'université, ils vivaient dans le même immeuble et lui aussi avait des problèmes avec sa femme, bien que d'un autre ordre. Dans le film Arnold a une entreprise.
Le film se veut aussi plus économique en de nombreuses manières, autant dans le monde de Susan, que dans le monde de Tony. En effet de nombreux personnages sont supprimés. La première femme d'Arnold n'est pas mentionnée, et la seconde femme d'Edward supprimée : « le pauvre il ne s'est jamais remarié » déclare Susan comme s'il n'avait jamais pu se remettre de leur rupture.
Dans le monde de Tony, c'est sa carrière professionnelle qui est évincée. Tony est pourtant professeur de Maths à l'université, et retourne chez lui (dans le livre) après le drame, fait plusieurs va-et-vient entre son domicile et les lieux du crime, et commence même une nouvelle relation après presque un an de deuil. On peut supposer encore une fois que c'est un choix du réalisateur pour ne pas ralentir la dynamique du film, cependant cela explique bien des choses sur le caractère de Tony qui passe pour un lâche à plusieurs reprises.
Cette lâcheté est quasiment invisible à l'écran ou bien elle est difficile à décrypter. Pourtant il est intéressant de faire remarquer que dans le film comme dans le livre Susan s'identifie à Tony en se demandant constamment « et moi qu'est-ce-que j'aurais fait ? ». De même que le lecteur lui-même s'identifie à Susan en se faisant exactement les mêmes réflexions : « Est-ce que j'aurais tiré ? » Ce type de réflexion est assez courant chez un lecteur, lorsque nous lisons un livre, nous nous remettons en question et comparons nos vies. Malheureusement cette étape essentielle du livre n'a pas su être adaptée à l'écran.
Dans le film comme dans le livre Susan confond Edward et Tony (réalité et fiction) ce qui explique le choix du même acteur (ce qui peut perturber le spectateur), pourtant dans le livre elle tente de ne pas faire un amalgame en se disant « Tony a une moustache ». Sans succès, Susan continue de penser que sa vie avec Edward et l'histoire de Tony sont liées. Et peut-être le sont-elles, Edward décide d'intégrer à un moment clé de l'histoire, un personnage inutile et niais qui s'appelle Susan (ce qui blesse la véritable Susan). Cette douce vengeance est supprimée dans le film.
Il est important de préciser que dans le livre Susan n'a jamais eu d'enfants avec Edward et donc qu'elle n'a pas pu avorter, ce qui de toute façon n'était pas possible ou légal à l'époque de la publication du livre. C'est donc une liberté prise par les réalisateurs et le producteur et qui sert très certainement de prétexte à la rédaction du roman " les animaux nocturnes", ou du moins c'est ce que pense Susan dans le film, lorsqu'elle tente de comprendre pourquoi Edward a écrit un roman aussi sombre.
En ce qui concerne le titre du roman, Susan dans le film, confesse à une collègue que son ex-mari avait l'habitude de l'appeler de la sorte, mais dans le roman d'Austin Wright, ce sont les vacances de noël, Susan est toujours chez elle avec ses enfants et ne parle avec personne d'autre que son mari. De plus le titre est au pluriel "les animauX nocturneS" et ne peut donc que faire référence aux trois agresseurs que Tony, sa femme et sa fille ont malheureusement rencontrés dans la nuit où a eu lieu la tragédie.
Pour conclure le film et le livre se ressemblent et diffèrent en de nombreux points et l'analyse de la fin reste au choix du lecteur/téléspectateur. Dans le livre on voit clairement Susan se préparer à lui faire des critiques et à lui poser des questions, mais Edward ne vient pas au rendez-vous et laisse le lecteur ainsi que Susan avec de nombreuses questions : Edward a-t-il tenté de prouver que Susan a été inutile/insignifiante dans sa carrière d'écrivain ? Edward s'est-il inspiré de certains passages de sa vie (comme la maison dans le Maine) pour prouver à Susan que tous les romans sont quelque part autobiographiques contrairement à ce qu'elle lui disait ? Est-ce qu'Edward décide de ne pas se rendre au rendez-vous pour lui prouver qu'en fin de compte il a réussi et ils n'ont donc plus rien à se dire ? En fin de compte Susan est une lectrice parmi tant d'autres, pleine de questions qui resteront sans réponse à la différence de la terrible question qui la ronge de l'intérieur et qui ne concerne qu'elle : ce livre était-il une allégorie de leur relation passée ?